# Еразм Длуський
Еразм Длуський (1857, Щучинці, повіт Ямпольський на Поділлі — 26 лютого 1923, Отвоцьк) — польський композитор, піаніст, педагог.
Закінчив Петербурзьку консерваторію (у Антона Рубінштейна, клас композиції Римського-Корсакова й М. Соловйова).